# Pemphredon bocae
Pemphredon bocae (лат.) — вид песочных ос рода Pemphredon из подсемейства Pemphredoninae (Crabronidae).

## Распространение
США (Айдахо, Калифорния, Орегон).

## Описание
Мелкая оса, длина менее 1 см (от 6 до 9 мм), чёрного цвета. Самка отличается по своеобразной широкой выемке на переднем клипеальном крае. До сих пор не было известно ни одного вида Pemphredon с таким наличником. Самец очень похож на Pemphredon gennelli, но у bocae флагелломеры III—VII более отчетливо вздуты. Средний базитарсус у bocae прямой и постепенно увеличен, а у gennelli слегка расширен дистально и у большинства экземпляров слегка изогнут.
Передние крылья с 1 субдискоидальной и 2 дискоидальными ячейками. Птеростигма мелкая, субмаргинальная ячейка крупнее её. Усики самца 13-члениковые, самки — 12-члениковые. Нижнечелюстные щупики состоят из 6 члеников, а нижнегубные — из 4. Pemphredon охотятся на равнокрылых (Homoptera), в основном, из семейства настоящие тли.